# Державний стандарт професійно-технічної освіти
Державний  стандарт професійно-технічної освіти встановлює державні  вимоги  до  змісту професійно-технічної освіти, рівня професійної кваліфікації випускників професійно-технічних навчальних закладів, основних обов'язкових засобів навчання та освітнього рівня вступників до зазначених закладів. 
Державний стандарт застосовується з метою: 
- проведення єдиної державної політики у сфері професійно-технічної освіти;
- забезпечення в усіх регіонах і в різних галузях економіки еквівалентності професійно-технічної освіти і визнання кваліфікації та документів про професійно-технічну освіту;
- розвитку єдиного освітнього простору в Україні;
- забезпечення належної  підготовки  робітничих кадрів, висококваліфікованих робітників  (молодших спеціалістів) шляхом регламентації  вимог до ефективності професійно-технічної освіти і удосконалення системи контролю за діяльністю  професійно-технічних
- навчальних закладів;
- створення нормативної бази для функціонування ступеневої професійно-технічної  освіти  в системі багаторівневої освіти громадян;
- усунення відмінностей у змісті підготовки конкурентоспроможних на ринку праці кваліфікованих робітників та у термінології, що використовується у професійно-технічній освіті.

Державний стандарт є обов'язковим для виконання усіма професійно-технічними навчальними закладами, підприємствами, установами та  організаціями,  що здійснюють або забезпечують підготовку кваліфікованих  робітників, незалежно від їх підпорядкування та форми власності.

## Об'єкти стандартизації
Об'єктами стандартизації є зміст професійно-технічної освіти та система його формування; форми і періодичність перевірки рівня знань, умінь та професійної кваліфікації учнів, слухачів професійно-технічних навчальних закладів;  засоби  кваліфікаційної атестації випускників; навчально-планувальна документація. 

## Структура Державного стандарту
Державний стандарт професійно-технічної освіти містить: 
- освітньо-кваліфікаційну характеристику випускника професійно-технічного навчального закладу;
- типовий навчальний план підготовки кваліфікованих робітників;
- типові навчальні програми з навчальних предметів, виробничого навчання  і  виробничої практики,  передбачених типовим навчальним планом;
- систему контролю знань, умінь і навичок учнів, слухачів та критерії кваліфікаційної атестації випускників;
- перелік основних обов'язкових засобів навчання.

## Освітньо-кваліфікаційна характеристика випускника професійно-технічного навчального закладу
Освітньо-кваліфікаційна характеристика випускника професійно-технічного навчального закладу є  документом, що узагальнює вимоги до професійних знань, умінь, навичок та інших складових компетентності випускника,  відображає цілі  професійної підготовки учня, слухача. 
Ця характеристика  є основою для науково обґрунтованого визначення змісту освіти,  необхідного для  якісної  професійної  підготовки  кваліфікованого робітника в межах обраної професії та встановленого рівня кваліфікації та визначає:. 
- сферу професійного використання випускника;
- планований рівень його кваліфікації;
- узагальнені вимоги до професійних знань, умінь і навичок у межах інтегрованої (згрупованої) професії та окремих  її спеціальностей (спеціалізацій), якими повинен володіти  випускник для творчого та якісного виконання робіт у визначеній сфері професійної діяльності;
- перелік професійних умінь і навичок,  якими повинен  володіти випускник  для  творчого  і  якісного виконання робіт у визначеній сфері професійної діяльності.